# 永田俊彦 (歯学者)
永田 俊彦（ながた としひこ、1952年 - ）は、日本の歯科医師、歯学者（歯周治療学・歯内治療学）。歯学博士（九州大学・1986年）。徳島大学学長補佐・同大学教授・同病院歯科（歯周病科)長。
徳島大学大学院ヘルスバイオサイエンス研究部教授、同大学評議員、日本歯周病学会理事長、アジア太平洋歯周病学会（Asian Pacific Society of Periodontology）会長（2013年10月選出）、Journal of Periodontal Research 編集委員などを歴任した。

## 生い立ち
1952年生まれ。九州大学歯学部歯学科で学び、1978年3月に卒業した。のちに1986年7月に九州大学より歯学博士の学位を取得した。
永田は石田浩助と井上夫秀から研究指導を受けた。

## 経歴
1979年4月より歯学部附属病院の助手として勤務した。1980年4月からは、徳島大学の歯学部の助手を務めた。1986年5月、徳島大学歯学部附属病院にて講師に就任した。1988年8月からカナダのトロント大学にて歯学部の客員研究員を務め、ヤロー・ソデックの下で学んだ。1995年5月、徳島大学の歯学部にて教授に就任した。2004年から同大学大学院ヘルスバイオサイエンス研究部教授。2007年から同大学歯学部長。
徳島大学で1996年4月から2002年3月にかけては教務委員会にて委員長を兼務した。2002年4月から2004年3月にかけては、徳島大学の評議員を兼務した。2004年4月からは、徳島大学の学長補佐を兼務した。同大学留学生センター長を兼務した。
日本歯周病学会、日本歯科保存学会、日本骨代謝学会、国際骨ミネラル学会、日本歯科基礎医学会、四国歯学会などに所属し日本歯科保存学会、四国歯学会で理事を務めている。日本歯周病学会では副理事長などを務めたのち、2013年から2015年まで理事長を務めた。理事長退任後は執行部・前理事長。アジア太平洋歯周病学会（Asian Pacific Society of Periodontology）会長（2013年10月選出）。

## 教育
徳島大学大学院医歯薬学研究部教授として口腔科学教育部の講義を担当している。また、徳島大学の歯学部の教授も兼務している。歯学部においては、歯学科の講義を担当している。

## 研究
歯学、特に歯周治療学や歯内治療学を専門とする。具体的には、歯周病や石灰化についての研究に取り組んでいる。そのほか、薬物誘発性の歯肉増殖症について病因や治療の研究に取り組んだり、歯周病の新たな診断指標の開発にも従事した。歯周病をはじめとする、歯学に関する学術書や専門書の執筆も多い。2000年7月より厚生省（後に厚生労働省）にて歯科医師国家試験委員、2000年1月から2001年12月まで日本学術振興会にて科学研究費専門委員を務めた。三木眞治が設立した康楽会より、1996年1月に康楽会賞を授与された。

## 臨床
徳島大学病院の歯科第二保存科教授・歯科長を務める。
世界口腔保健学術大会を記念した日本歯科医師会のシンポジウムで「歯周病の予防と治療で全身の健康管理」と題した特別講演を行った。2013年に歯周病と糖尿病等の合併症患者への歯周病治療により血糖値をコントロールできた事例を報告し、こうした合併症への注意を呼びかけた。

## 略歴
- 1952年 - 誕生。
- 1978年 - 九州大学歯学部卒業[1]。
- 1979年 - 徳島大学歯学部附属病院助手[1]。
- 1980年 - 徳島大学歯学部助手[1]。
- 1986年 - 徳島大学歯学部附属病院講師[1]。
- 1988年 - トロント大学歯学部客員研究員[1]。
- 1995年 - 徳島大学歯学部教授[1]。
- 1996年 - 康楽会賞受賞[2]。
- 1996年 - 徳島大学教務委員会委員長（2004年まで）[2]。
- 2002年 - 徳島大学評議員（2004年まで）[2]。
- 2004年 - 徳島大学大学院研究部教授[1]。
- 2004年 - 徳島大学学長補佐[1]。
- 2007年 - 徳島大学歯学部長[5]。
- 2013年 - 日本歯周病学会理事長（2005年まで）[6]。
- 2015年 - 徳島大学大学院医歯薬学研究部教授。

## 著作

### 編集
- 藤本篤士、武井典子、東森秀年、糸田昌隆、大野友久、永田俊彦 編『続5疾病の口腔ケア   プロフェッショナルな実践のためのQ&A55』医歯薬出版、東京都文京区、2016年1月。ISBN 978-4-263-42218-2。

### 分担執筆、寄稿、等
- 永田俊彦 他 著「6章　骨がとける病気　歯周病」、徳島大学 編『歯と口と健康 生きるよろこびを支える口の科学』医歯薬出版、1998年6月。ISBN 978-4-263-45413-8。 NCID BA37532135。
- 岡田宏・石川烈・村山洋二監修、石田甫ほか編『歯周病――新しい治療を求めて』先端医療技術研究所、2000年。ISBN 4925089102 「第8章 骨組織の病態 骨代謝異常」[20][15]
- 石川烈・山田了編『臨床医のための歯周治療――プログレッシブテクニック』第1章4「根分岐部の診査」（木戸淳一と共著[15]）永末書店、2001年。ISBN 481601103X
- 葛谷英嗣編『糖尿病の治療と看護』3.「糖尿病の合併症とその対策，看護 B. 慢性合併症」9.「歯周病」（大石慶二と共著[15]）南江堂、2003年。ISBN 4524219374
- 今井久夫監修、田中昭男・前田勝正編『歯周病治療の基礎と臨床』永末書店、2006年。ISBN 4816011595 「臨床編 1章 歯周病の病因」（二宮雅美と共著[15]）
- 吉江弘正、伊藤公一、村上伸也、申基喆　編 『臨床歯周病学』、医歯薬出版、2007年3月 ISBN 978-4-263-45604-0
- 『臨床歯周病学』第2版、医歯薬出版、2013年1月 ISBN 978-4-263-45662-0
- 上田雅俊監修、田中昭男・前田勝正編『歯周病治療の基礎と臨床』2版 1章「歯周病の原因」（二宮雅美と共著[15]）、永末書店、2011年。ISBN 9784816012235
- 永田俊彦 「第3編　アドバンス編─専門的な歯周治療─ 第37章　特殊な歯周病の治療」 吉江弘正、伊藤公一、村上伸也、申基喆　編 『臨床歯周病学』　第2版、医歯薬出版、2013年1月 ISBN 978-4-263-45662-0
- 二宮雅美、永田俊彦 「III．血液透析合併症　Q55　高齢透析患者の口腔内病変はどのように発見し対策を立てますか?」 飯田喜俊、椿原美治編、『高齢透析患者治療とケアのための透析療法Q＆A』　医歯薬出版、2014年9月 ISBN 978-4-263-70630-5